# Encolpi
Encolpi (en llatí Encolpius o potser Eucolpius) va ser un historiador romà que va escriure una biografia d'Alexandre Sever, del que era amic proper, sota el títol "Actes i lleis destacades del més noble emperador Alexandre Sever". Va ser compilat per Tomas Elyot sota el títol d'Imago Imperii, que recopila l'obra d'Encolpi però que en realitat hi afegeix moltes coses de la seva pròpia collita.